# Arroyo Pintadito
El arroyo Pintadito es un curso de agua uruguayo que recorre el departamento de Artigas. Nace en la cuchilla Yacaré Cururú y desemboca en el río Cuareim, en las afueras de la ciudad de Artigas. Pertenece a la Cuenca del Plata.